# Бронепалубни крайцери тип „Декарт“
Декарт (на френски: Descartes) са серия бронепалубни крайцери от 2-ри ранг на Националните военноморски сили на Франция, построена 1890-те години на 19 век. Проектът е развитие на крайцерите от типа „Фриан“. Всичко от проекта са построени 2 единици: „Декарт“ (на френски: Descartes) и „Паскал“ (на френски: Pascal). Предназначени са за колониална служба.

## Конструкция

### Корпус
Крайцерите тип „Декарт“ имат типичен за френските кораби от онова време корпус – с много дълъг таран във формата на плуг. Бордовете са завалени навътре, за да се подобрят секторите на обстрел на оръдията по бордовете, а артилерията на главния калибър е поместена в спонсони. Поради това, че крайцерите следва да служат в тропически води дъната на корпусите им са облицовани с мед и тиково дърво.

### Въоръжение
Главният калибър на кораба са 4 скорострелни оръдия калибър 164 mm е разположен по мидъла, в спонсони. 100 mm оръдия са частично на горната палуба и частично на палубата на полубака. Всички те могат да стрелят по надлъжно по надлъжната ос на кораба, благодарение на отвори в бордовете.

### Брониране
Крайцерите тип „Декарт“ имат брониране типично за френските кораби. Бронирана палуба стигаща под водолинията с дебелина по скосовете 60 mm. Над бронираната палуба са разположени кофердами, а междупалубното пространство е частично запълнено с малки водонепроницаеми отсеци. Леко бронево прикритие имат оръдията и бойната рубка.

### Силова установка
Крайцерите са снабдени с 16 водотръбни котли на „Белвил“. На изпитанията „Декарт“ развива скорост от 21,8 възела, но при това опасно се повишава температурата в погребите за боеприпаси и при експлоатацията му реалната скорост е по-малка. Запасът от въглища е 543 тона.

## История на службата
- „Декарт“ е заложен през август 1892 г., спуснат на вода на 27 септември 1894 г., в строй от юли 1896 г. Разоръжен 1917 г. и служи като блокшив в Лориан. Неговите оръдия са свалени и изпратени на сухопътния фронт. Предаден за скрап през 1920 г.
- „Паскал“ е заложен през юни 1891 г., спуснат на вода на 17 април 1893 г., в строй от 1895 г. През 1911 г. е предаден за скрап.